# آچیرئاله
شهر  آچیرئاله (به ایتالیایی: Acireale)   با جمعیت  ۵۲٬۸۶۲   نفر  در  ناحیه سیسیل در کشور ایتالیا واقع شده‌است.